# برونو ساندوفال
برونو ساندوفال (بالإسبانية: Bruno Sandoval)‏ (15 أبريل 1991 بمدينة مكسيكو في المكسيك - ) هو ملاكم مكسيكي، صنّف ضمن فئة الوزن المتوسط.

## إحصائيات
خاض خلال مسيرته 22 نزالا، فاز في 19 وتعادل في 1 وخسر في 2. فاز بالضربة القاضية في 15 نزالا.

## روابط خارجية
- برونو ساندوفال على موقع بوكس ريك (الإنجليزية) (registration required)